# Transportes de Martigny e Região
Os Transportes de Martigny e Região (TMR) são o resultado da fusão em 2000 de duas companhias de transportes  Suíça  , a companhia ferroviária Martigny-Châtelard (MC) e a Martigny-Orsières (MO).

## História
A MO servia desde 1910 o Val de Entremont, enquanto a MC servia o Val de Trient, e em 1990, os conselhos administrativos destas companhias decidiram  confiar os destinos das companhias a uma direcção comum, mas mantendo cada uma o estatuto de sociedade independente. Foi nessa altura que se decidiu também dar novos nomes às linhas ferroviárias pelo que a MC se chama agora Expresso Monte-Blanco, e a 
MO do Expresso São Bernardo que serve a estação de esqui de Verbier.

## Ferrovias
- Linha Martigny-Châtelard
- Linha Martigny–Orsières